# 第十屆立法院
第10屆立法院是中華民國行憲後的第十屆立法院，該屆立法委員任期自2020年2月1日至2024年1月31日，由中華民國自由地區選舉產生。該屆立法院由執政的民主進步黨佔過半數的絕對多數席位，當中女性委員有47席，佔全體比例的41.59%，是歷屆最高；平均年齡則為53歲。

## 席次概況
| 代表色 | 政黨名稱   | 當選時席次 | 解散時席次 | 席次變化 | 備註                                         |
| ------ | ---------- | ---------- | ---------- | -------- | -------------------------------------------- |
|        | 民主進步黨 | 62         | 62         | -        |                                              |
|        | 中國國民黨 | 38         | 37         | ▼1       | 許淑華當選南投縣縣長後辭職。                 |
|        | 台灣民眾黨 | 5          | 5          | -        |                                              |
|        | 時代力量   | 3          | 3          | -        |                                              |
|        | 台灣基進   | 1          | 0          | ▼1       | 陳柏惟於2021年遭到罷免。                     |
|        | 無黨籍     | 4          | 5          | ▲1       |                                              |
| 總席次 | 總席次     | 113        | 112        | ▼1       | 林奕華離職時剩餘任期未滿一年，依法不予補選。 |

註：粗體字者為執政黨。

## 正副院長選舉
立法院院長、副院長均由立法委員不記名投票互選之，全體立法委員均為當然候選人。
| 候選人   | 政黨       | 得票數 | 當選標記 |
| -------- | ---------- | ------ | -------- |
| 游錫堃   | 民主進步黨 | 73     |          |
| 賴士葆   | 中國國民黨 | 36     |          |
| 楊瓊瓔   | 中國國民黨 | 1      |          |
| 賴品妤   | 民主進步黨 | 1      |          |
| 高金素梅 | 無黨籍     | 1      |          |
| 無效票   | 1          | 1      | 1        |

| 候選人 | 政黨       | 得票數 | 當選標記 |
| ------ | ---------- | ------ | -------- |
| 蔡其昌 | 民主進步黨 | 65     |          |
| 楊瓊瓔 | 中國國民黨 | 36     |          |
| 賴香伶 | 臺灣民眾黨 | 5      |          |
| 王婉諭 | 時代力量   | 3      |          |
| 鄭天財 | 中國國民黨 | 1      |          |
| 溫玉霞 | 中國國民黨 | 1      |          |
| 未領票 | 2          | 2      | 2        |

## 重大事件

### 捷克參議院議長發表演說

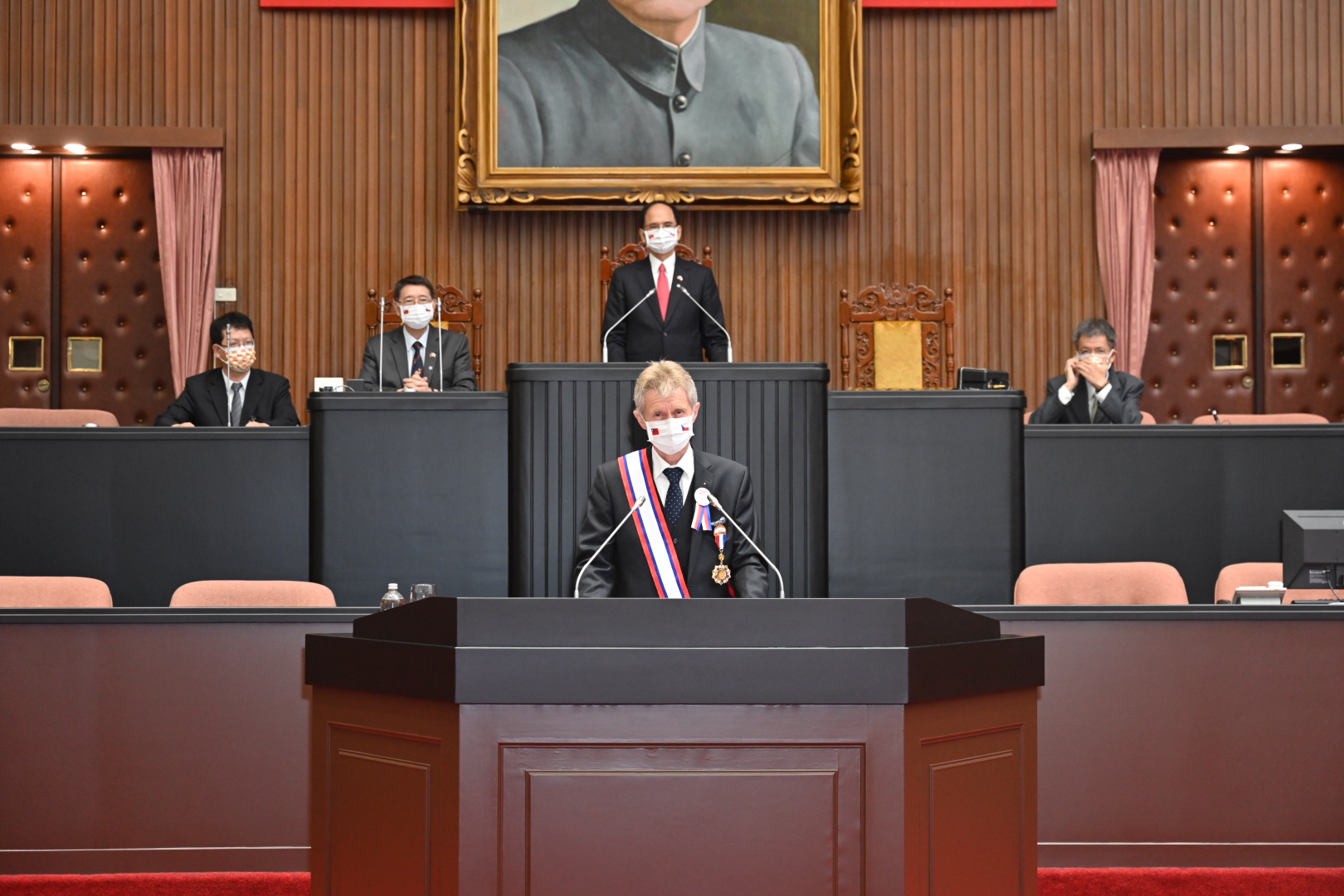
2020年9月1日，訪問臺灣的捷克參議院議長韋德齊在立法院議場內發表演說。

2020年9月1日，時任捷克參議院議長韋德齊率團訪問臺灣並在立法院議場發表演說，是45年以來再度有外國議長在立法院公開演講，更是非邦交國現任國會議長的第一人。其演說並仿效1963年美国总统約翰·甘迺迪在西柏林發表的「我是柏林人」演講，以漢語和捷克语說出「我是臺灣人」表達對臺灣民主、自由發展的支持，獲全體立法委員起立鼓掌。

### 美國眾議院議長來訪

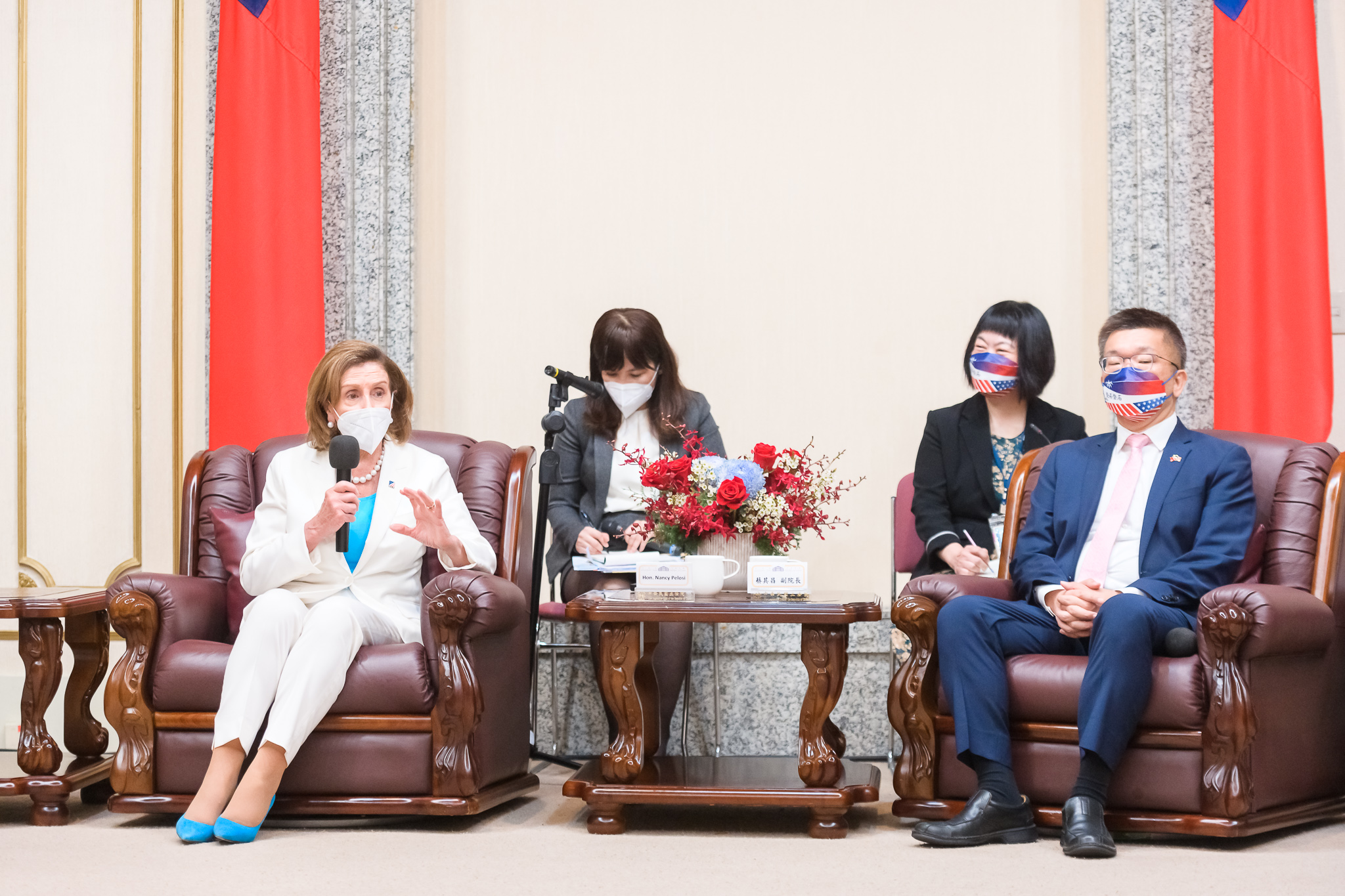
2022年8月3日，美國聯邦眾議院議長裴洛西拜會立法院並與副院長蔡其昌晤談。

2022年8月2日，時任美國眾議院議長南希·佩洛西於其亞洲之行中途到訪臺灣，在隔日早上參訪立法院，由副院長蔡其昌接待，並與跨黨派立法委員進行閉門會談。裴洛西是自1997年以來首次再有美国国会議長訪台，其身為美國總統繼任順序的第二位，也是首次有現任該職務者訪問立法院。

### 捷克眾議院議長發表演說
2023年3月28日，捷克众议院議長艾達莫娃到訪臺灣並在立法院議場內發表「我們與你們同在，請你們也和我們同在」的演說，是繼該國參議院議長韋德齊之後第二位於立院演講的非邦交國議長、亦是該國首位訪台的眾議院議長，也同樣表達對臺灣自由民主的支持，強調兩國共享自由、人權等價值，獲得跨黨派立委的熱烈迴響。

### 瓜地馬拉總統發表演說
2023年4月25日，瓜地馬拉總統賈麥岱在臺灣進行國是訪問期間，特別造訪立法院並於議場內發表演說，呼籲國際社會及自由世界應該致力於要求對於中華民國主權及领土完整的尊重，重申兩國友誼和支持臺灣參與國際組織，並且批評中华人民共和国的戰爭威脅。賈麥岱最後以西班牙语喊出「臺灣萬歲！自由民主萬歲！」獲得全場熱烈掌聲，是13年來再有邦交國元首於國會發表演講；立法院方面也顧及賈麥岱行動不便，破例准許其座車直接開到議場門口。

### 立陶宛國會議長發表演說

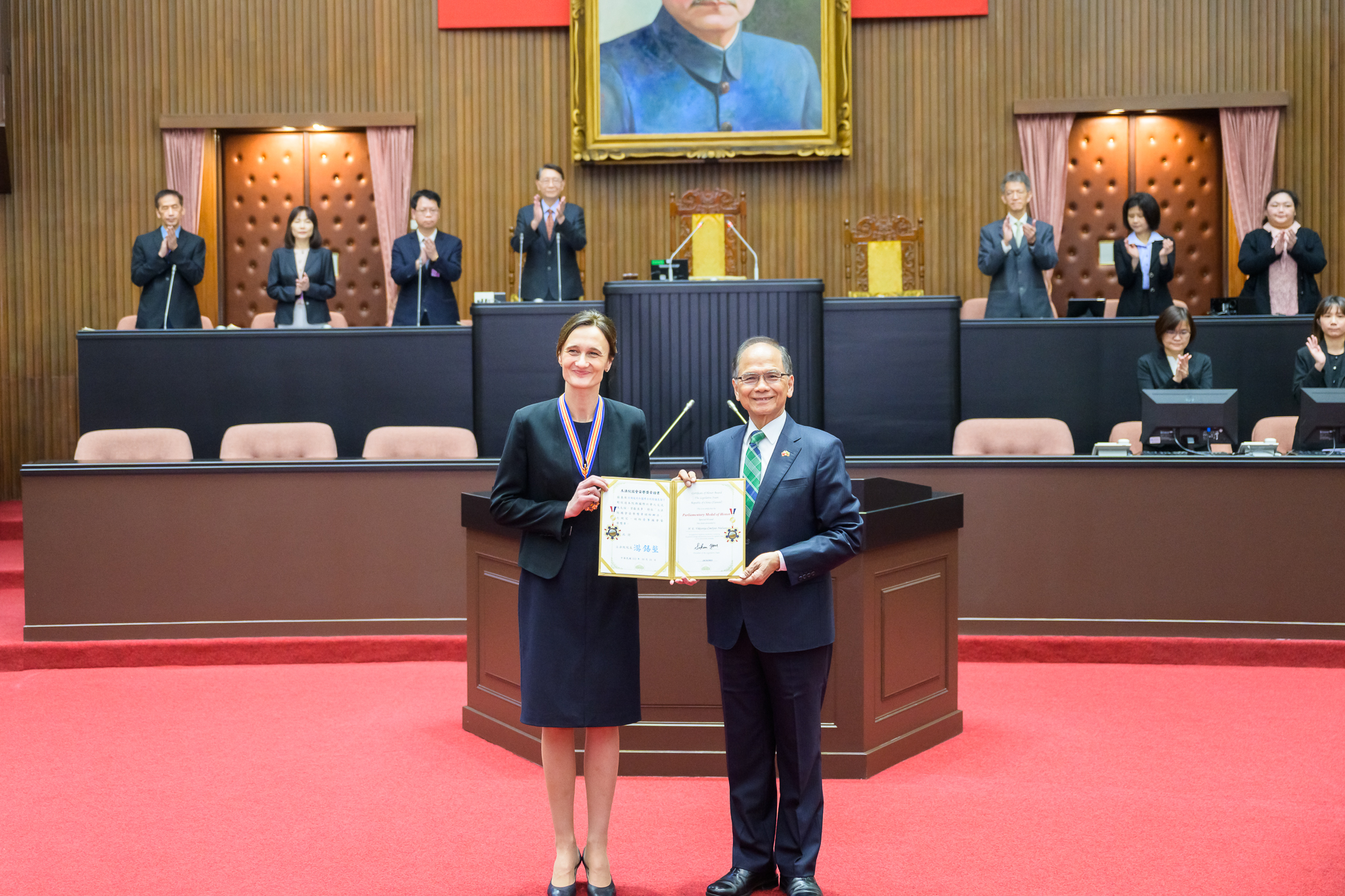
立陶宛國會議長希米利特（左）於議場接受立法院長游錫堃（右）贈勳

2023年10月24日，立陶宛議會議長维多利亚·希米利特在訪台期間於立法院發表演說，是非邦交國議長的第三位、也是該國首位在立院演講的議長。她表示臺灣是歐盟在印太地區的民主盟友，並且台、立兩國擁有共同的信念，立陶宛站在對抗強權的最前線將致力強化兩國關係。希米利特也接受立法院院長游錫堃頒授「國會一等榮譽獎章」。

### 開放國會
2020年5月19日，立法院第10屆第1會期第13次院會無異議通過「立法院與民間協力推動開放國會行動方案」決議案。
2023年11月9日，立法院長游錫堃於開放國會成果記者會表示，開放國會是他上任以來，列為國會行政重要工作之一，20項承諾已完成17項，看到許多具體成果深感安慰。

## 通過法案
第10屆立法院通過制定了以下主要法案：
- 《嚴重特殊傳染性肺炎防治及紓困振興特別條例》
- 《國民法官法》
- 《最低工資法》[15]
- 《太空發展法》
- 《國家太空中心設置條例》
- 《勞工職業災害保險及保護法》
- 《跟蹤騷擾防制法》
- 《社會福利基本法》
- 《道路交通安全基本法》
- 《後備軍人召集優待條例》
- 《威權統治時期國家不法行為被害者權利回復條例》
- 《國營臺灣鐵路股份有限公司設置條例》

除此之外，該屆立法院另通過以下重要法案的修正或廢止：
- 《民法》：修正成年年齡由20歲下調至18歲。
- 《中華民國刑法》：依釋憲意旨廢除通姦罪、修正「發生交通事故逃逸罪」、假释及累犯處罰規定；刪除侮辱公署罪；新增「妨害性隱私及不實影像罪」專章等等。
- 《刑事訴訟法》：增設「暫行安護」制度與司法精神病院、延長聲請再審期間以及「交付審判」制度轉型為准許提起自訴。
- 《鐵路法》：配合「臺鐵公司化」政策新增國營事業得收購土地等相關規定。
- 《礦業法》：刪除採礦毋需地主同意條款、納入原住民在原住民族地區對礦業的參與權。
- 《企業併購法》：依釋字第770號解釋意旨新增公司於股東會召集事由的資訊揭露義務、異議股东之股份收買請求權等。
- 《國家安全法》：增訂經濟間諜罪之處罰。
- 《國民教育法》：新增國民中學、國民小學校務會議應邀請學生代表與會規定；學生申訴流程及規範明確化。
- 《高級中等教育法》：明定高級中等學校校務會議學生代表參與比例，並明確其學生及學生自治組織申訴程序及規範。
- 《外役監條例》：提高外役監遴選標準。
- 《行政訴訟法》：地方行政訴訟庭改設於高等行政法院、新增律師強制代理與處罰濫訴等規定。
- 《農田水利法》：配合農業改革政策，將農田水利會改制為公務機關。
- 《行政院組織法》：配合行政院組織改造政策及部分機關增設修正。
- 《考試院組織法》：考試委員員額減半，並縮短其任期至4年；禁止赴大陸地區兼職。原公務人員退休撫卹基金監理委員會降編併入銓敘部。
- 《公務員服務法》：依釋字第785號解釋意旨修正公務員辦公及輪休時間，每月加班不得逾60小時，並略放寬其兼職限制。
- 《公職人員財產申報法》：新增地方議會議員財產申報規定。
- 《公職人員選舉罷免法》：增設“排黑條款”，剝奪有洗錢、販毒或違反槍砲彈藥刀械的管制等前科者終生參選資格。
- 《性別平等教育法》：禁止教職員工與未成年學生間「性或性別有關有違專業倫理行為」及利用權勢之親密關係、擴大被害人求助管道；性別平等教育委員會委員除當然委員外應全數外聘。
- 《再生能源發展條例》：增設新建建築應設置一定容量太陽能光電板規定。
- 《促進轉型正義條例》：增訂促進轉型正義委員會依該條例原定任務完成解散後有關規定；其業務移交至其他有關部會，並要求行政院設置「轉型正義會報」。
- 《文化創意產業發展法》：加重處罰黃牛行為。
- 《道路交通管理處罰條例》：限縮檢舉交通違規範圍、提高駕駛未禮讓行人及危險駕駛罰責、新增酒駕連坐罰以及公布酒駕累犯等。
- 《中華民國憲法增修條文》修正案：經立法院院會決議提出分別將選舉權及被選舉權最低年齡由原規定的20歲、23歲[16]下修為18歲，並明定創制、複決二權行使年齡為18歲的憲法修正案；惟後續複決同意票票數未達通過門檻，故不通過。
- 《司法院釋字第七四八號解釋施行法》：放寬同性婚姻限制收養規定，改為準用《民法》有關規定。

## 補選
- 2022年臺中市第二選舉區立法委員缺額補選：原立委陳柏惟（ 台灣基進）遭罷免通過而舉行補選，由林靜儀（ 民主進步黨）當選遞補。[17]
- 2023年臺北市第三選舉區立法委員缺額補選：原立委蔣萬安（ 中國國民黨）因參選臺北市市長而辭職，由王鴻薇（ 中國國民黨）當選遞補。[18]
- 2023年南投縣第二選舉區立法委員缺額補選：原立委許淑華（ 中國國民黨）當選南投縣縣長依法辭職，由蔡培慧（ 民主進步黨）當選遞補。[19]

## 另見
- 立法院
- 蔡英文政府
- 立法院第十屆立法委員選舉

| 前任： 第九屆立法院 | 行憲以後的立法院 2020年2月1日－2024年1月31日 | 繼任： 第十一屆立法院 |